# Campionati del mondo di ciclismo su pista 2023 - Chilometro a cronometro
La gara di chilometro a cronometro maschile ai Campionati del mondo di ciclismo su pista 2023 si è svolta l'8 agosto 2023. Vi hanno partecipato 25 atleti da 19 nazioni.

## Podio
| Pos.    | Atleta           | Nazione     |
| ------- | ---------------- | ----------- |
| Oro     | Jeffrey Hoogland | Paesi Bassi |
| Argento | Matthew Glaetzer | Australia   |
| Bronzo  | Thomas Cornish   | Australia   |

## Risultati

### Qualificazioni[2]
| Posizione | Atleta                     | Nazione       | Tempo    | Gap    | Note |
| --------- | -------------------------- | ------------- | -------- | ------ | ---- |
| 1         | Jeffrey Hoogland           | Paesi Bassi   | 57.971   |        | Q    |
| 2         | Matthew Glaetzer           | Australia     | 58.572   | +0.601 | Q    |
| 3         | Thomas Cornish             | Australia     | 58.798   | +0.827 | Q    |
| 4         | Maximilian Dörnbach        | Germania      | 59.391   | +1.420 | Q    |
| 5         | Joseph Truman              | Regno Unito   | 59.507   | +1.536 | Q    |
| 6         | Patryk Rajkowski           | Polonia       | 59.889   | +1.918 | Q    |
| 7         | Matteo Bianchi             | Italia        | 59.911   | +1.940 | Q    |
| 8         | Alejandro Martínez         | Spagna        | 1:00.183 | +2.212 | Q    |
| 9         | Santiago Ramírez           | Colombia      | 1:00.199 | +2.228 |      |
| 10        | Xue Chenxi                 | Cina          | 1:00.310 | +2.339 |      |
| 11        | Juan Ruiz                  | Messico       | 1:00.357 | +2.386 |      |
| 12        | Melvin Landerneau          | Francia       | 1:00.495 | +2.524 |      |
| 13        | Roy van den Berg           | Paesi Bassi   | 1:00.530 | +2.559 |      |
| 14        | Cristian Ortega            | Colombia      | 1:00.539 | +2.568 |      |
| 15        | Willy Weinrich             | Germania      | 1:00.729 | +2.758 |      |
| 16        | Ryan Dodyk                 | Canada        | 1:00.775 | +2.804 |      |
| 17        | Nick Kergozou              | Nuova Zelanda | 1:00.821 | +2.850 |      |
| 18        | Muhammad Fadhil Mohd Zonis | Malaysia      | 1:01.409 | +3.438 |      |
| 19        | Matěj Hytych               | Rep. Ceca     | 1:01.626 | +3.655 |      |
| 20        | Edgar Verdugo              | Messico       | 1:01.823 | +3.852 |      |
| 21        | José Moreno Sánchez        | Spagna        | 1:01.950 | +3.979 |      |
| 22        | Johannes Myburgh           | Sudafrica     | 1:03.287 | +5.316 |      |
| 23        | Andrey Chugay              | Kazakistan    | 1:04.185 | +6.214 |      |
| 24        | Ronaldo Laitonjam          | India         | 1:04.418 | +6.447 |      |
| 25        | Hussein Hassan             | Egitto        | 1:06.755 | +8.784 |      |

### Finale[3]
| Posizione | Atleta              | Nazione     | Tempo    | Gap    | Note |
| --------- | ------------------- | ----------- | -------- | ------ | ---- |
| 1         | Jeffrey Hoogland    | Paesi Bassi | 58.222   |        |      |
| 2         | Matthew Glaetzer    | Australia   | 58.526   | +0.304 |      |
| 3         | Thomas Cornish      | Australia   | 58.822   | +0.600 |      |
| 4         | Joseph Truman       | Regno Unito | 59.092   | +0.870 |      |
| 5         | Maximilian Dörnbach | Germania    | 59.245   | +1.023 |      |
| 6         | Patryk Rajkowski    | Polonia     | 1:00.096 | +1.874 |      |
| 7         | Matteo Bianchi      | Italia      | 1:00.099 | +1.877 |      |
| 8         | Alejandro Martínez  | Spagna      | 1:00.192 | +1.970 |      |